# Rio Guaricanga
O rio Guaricanga é um curso de água que banha o estado do Paraná. Tem sua nascente na serra do Piraí, em Piraí do Sul e tem sua foz no rio Fortaleza, já no município de Ventania.
O rio é uma das divisas da Área de Proteção Ambiental da Escarpa Devoniana (APA da Escarpa Devoniana) criada em 1992.